# 크리스틴 마니
크리스틴 파티앙스 마니(프랑스어: Christine Patiance Manie, 1984년 5월 4일 ~ )는 카메룬의 여자 축구 선수이다. 포지션은 수비수이며, 현재 프랑스 디비지옹 2 페미닌의 AS 낭시에서 활동하고 있다.

## 클럽 경력
2005년에 카농 야운데 여자 축구단에 입단하면서 데뷔했으며 2009년에 벨라루스의 여자 축구 클럽인 FC 민스크로 이적하면서 벨라루스 여자 프리미어리그 무대에 데뷔했다.
2012년부터 2016년까지 루마니아의 여자 축구 클럽인 FCU 올림피아 클루지 소속으로 활동하던 동안에는 올림피아 클루지의 루마니아 여자 수페르리가(현재의 루마니아 여자 리가 I) 3회 우승, 루마니아 여자컵 3회 우승에 기여했다. 2016년부터 2019년까지 프랑스 디비지옹 2 페미닌 소속 여자 축구 클럽인 AS 낭시 소속으로 활동했다.

## 국가대표 경력
2008년에 카메룬 여자 축구 국가대표팀 선수로 발탁된 이래 카메룬 여자 축구 국가대표팀에서 주장을 역임했으며 5차례의 아프리카 여자 네이션스컵(2010년, 2012년, 2014년, 2016년, 2018년), 2차례의 FIFA 여자 월드컵(2015년, 2019년)에 참가했다.
2012년 런던 하계 올림픽에서는 브라질, 영국과의 조별 예선 경기에 출전했지만 카메룬은 조별 예선에서 3패를 기록하면서 탈락했다. 나미비아에서 개최된 2014년 아프리카 여자 축구 선수권 대회에서는 코트디부아르와의 준결승전 경기에서 연장전 후반 13분에 결승골을 기록했는데 카메룬은 코트디부아르에 2-1로 승리하면서 사상 처음으로 FIFA 여자 월드컵 본선에 진출하게 된다.
캐나다에서 개최된 2015년 FIFA 여자 월드컵, 프랑스에서 개최된 2019년 FIFA 여자 월드컵에서 카메룬 여자 축구 국가대표팀의 주장을 맡았으며 카메룬은 2015년 FIFA 여자 월드컵, 2019년 FIFA 여자 월드컵에서 16강전에 진출하는 성과를 기록했다.

## 수상

### 클럽
FC 민스크
- 벨라루스 여자컵 1회 우승 (2011)

클루지 나포카
- 루마니아 여자 리가 I 3회 우승 (2012-13, 2013-14, 2014-15)
- 루마니아 여자컵 3회 우승 (2012-13, 2013-14, 2014-15)

### 국가대표
- 2012년 아프리카 여자 축구 선수권 대회 3위
- 2014년 아프리카 여자 축구 선수권 대회 준우승
- 2016년 아프리카 여자 네이션스컵 준우승
- 2018년 아프리카 여자 네이션스컵 3위